# Кенфілд (Огайо)
Кенфілд (англ. Canfield) — місто (англ. city) в США, в окрузі Магонінґ штату Огайо. Населення — 7699 осіб (2020).

## Географія
Кенфілд розташований за координатами 41°1′48″ пн. ш. 80°46′2″ зх. д. / 41.03000° пн. ш. 80.76722° зх. д. (41.029879, -80.767322).  За даними Бюро перепису населення США в 2010 році місто мало площу 11,93 км², з яких 11,86 км² — суходіл та 0,07 км² — водойми.

## Демографія
Згідно з переписом 2010 року, у місті мешкало 7515 осіб у 3073 домогосподарствах у складі 2196 родин. Густота населення становила 630 осіб/км².  Було 3306 помешкань (277/км²).
Расовий склад населення:
| - 96,4 % — білих - 1,8 % — азіатів - 0,4 % — чорних або афроамериканців - 0,1 % — корінних американців |

До двох чи більше рас належало 0,7 %. Частка іспаномовних становила 1,5 % від усіх жителів.
За віковим діапазоном населення розподілялося таким чином: 23,6 % — особи молодші 18 років, 57,4 % — особи у віці 18—64 років, 19,0 % — особи у віці 65 років та старші. Медіана віку мешканця становила 45,8 року. На 100 осіб жіночої статі у місті припадало 92,4 чоловіків;  на 100 жінок у віці від 18 років та старших — 88,6 чоловіків також старших 18 років.
Середній дохід на одне домашнє господарство  становив 92 241 долар США (медіана — 67 543), а середній дохід на одну сім'ю — 111 286 доларів (медіана — 89 429). Медіана доходів становила 66 417 доларів для чоловіків та 48 480 доларів для жінок. За межею бідності перебувало 5,7 % осіб, у тому числі 8,7 % дітей у віці до 18 років та 7,9 % осіб у віці 65 років та старших.
Цивільне працевлаштоване населення становило 3793 особи. Основні галузі зайнятості: освіта, охорона здоров'я та соціальна допомога — 34,5 %, виробництво — 13,0 %, науковці, спеціалісти, менеджери — 10,0 %, роздрібна торгівля — 9,6 %.